# Ernest Thomas
Ernest Lee Thomas (ur. 26 marca 1949 r. w Gary) − amerykański aktor filmowy, telewizyjny i sceniczny. Sukces przyniosła mu główna rola w sitcomie ABC What's Happening!!, w którym w latach 1976−1979 aktor odgrywał postać nastoletniego Rogera "Raja" Thomasa. W drugiej połowie lat osiemdziesiątych ponownie wcielił się w tę rolę w sequelu serialu, What's Happening Now!!. Od 2005 do 2009 roku kreował postać przedsiębiorcy pogrzebowego pana Omara w serialu komediowym Wszyscy nienawidzą Chrisa (Everybody Hates Chris) produkcji The CW.